# 姆布亞佩
姆布亞佩（西班牙語：Mbuyapey），是巴拉圭的城鎮，位於該國西南部，由巴拉瓜里省負責管轄，距離亞松森182公里，始建於1770年，面積1,092平方公里，2008年人口14,057，人口密度每平方公里13人。